# Новарина, Валер
Вале́р Новарина́ (фр. Valère Novarina; 4 мая 1942 года, Шен-Бужри, Женева, Швейцария) — французско-швейцарский драматург, режиссёр, теоретик театра.

## Биография
Сын архитектора Мориса Новарина (фр.) и актрисы Манон Троллье (фр. Manon Trolliet), вырос в Верхней Савойе. Изучал философию и филологию в Сорбонне. Был режиссёром-постановщиком многих собственных пьес.
Брат — архитектор и скульптор Патрис Новарина.

## Творчество
«Театр для слуха» Валера Новарина развивает французскую комическую традицию от Рабле до Жарри с особым вниманием к формам площадного и ярмарочного представления, цирковой клоунады. Такое же игровое отношение характерно для него и к языку.
В России пьесы Новарина ставили в театрах Тамбова и Томска.

## Произведения
- ’’L’Atelier volant’’ (1974)
- ’’Falstaff’’ (1976), по «Генриху IV» Шекспира
- Le Drame de la vie (1984)
- Le Monologue d’Adramélech (1985)
- Pour Louis de Funès (1986)
- Le Discours aux animaux (1987)
- Le Théâtre des paroles (1989)
- Vous qui habitez le temps (1989)
- Pendant la matière (1991)
- Je suis (1991)
- L’Animal du temps (1993)
- L’Inquiétude (1993)
- Le Feu (1994)
- La Loterie Pierrot (1995)
- La Chair de l’homme (1995)
- Le Repas (1996)
- Le Jardin de reconnaissance (1997)
- L’Espace furieux (1997)
- L’Avant-dernier des hommes (1997)
- L’Opérette imaginaire (1998)
- Devant la parole (1999)
- L’Origine rouge (2000)
- L'Équilibre de la Croix (2003)
- La Scène (2003)
- L’Acte Inconnu (2007)
- L’Envers de l’esprit (2009)

## Сводные издания
- Théâtre (1989)

## Публикации на русском языке
- Сад признания. М.: ОГИ, 2001
- [Пьесы] / Вступ. ст. и пер. Н. Мавлевич // Иностранная литература, 2006, № 9, с. 244—260
- Хаос
- Оперетка понарошку. Лучи тела. М.: Три квадрата, 2009

## Признание
- Европейская премия Жана Арпа (2011)
- Большая литературная премия Поля Морана (2020)